# 9614 Cuvier
9614 Cuvier este o planetă minoră (asteroid), cu un diametru de 3,2 km, din centura de asteroizi. A fost descoperită pe 27 ianuarie 1993 la observatoire de la Côte d'Azur⁠(d) de Eric Walter Elst și a fost numită după Georges Cuvier. 
Obiectul prezintă o orbită caracterizată de o semiaxă mare de 2,2898439 UAi, o excentricitate de 0,1, o înclinație de 2,1283 ° în raport cu ecliptica.